# Sharaf ad-Din Ali Yazdi
Pour les articles homonymes, voir Yazdi.
Sharaf ad-Din Ali Yazdi, ou Sharafaddin Ali Yazdi (  شرف الدين علي يزدي  ), en transcription universitaire : Šaraf al-Dīn ‘Alī Yazdī, en forme française vieillie : Cherefeddin Ali natif d'Yezd, né à Yazd comme son nom l'indique, et mort en 1454, est un historien et poète persan de l'époque timouride.

## Biographie
Il est proche de Shahrokh au début de sa carrière. Sharafaddin est l'auteur d'une chronique historique intitulée Zafarnameh (ظفرنامه), c'est-à-dire Chronique des victoires qui est basée entre autres sur l'ouvrage homonyme de Nizam ad-Din Chami et des témoignages et qui raconte l'histoire de Tamerlan avec une introduction sur ses prédécesseurs. C'est donc l'une des sources les plus importantes de l'histoire de l'Asie centrale, de l'Iran et de l'Afghanistan de la fin du XIVe siècle et du début du XVe siècle, ainsi que sur l'histoire de Tamerlan, même si son personnage y est quelque peu idéalisé. Dans l'introduction, l'auteur traite de l'histoire des Djalayirides et des khans turcs avant Tamerlan.
Le Zafarnameh est le texte qui a rendu Sharafaddin célèbre de son vivant, car douze manuscrits ont été copiés avant sa mort et en tout quarante-deux à la fin du XVe siècle.
La partie fondamentale du Zafarnameh a été éditée en persan à Calcutta en deux volumes en 1885-1888 (Bibliotheca Indica) et à Téhéran en 1957, puis en 1972 à Tachkent (par A. Ourounbaïev). De larges extraits ont été publiés à Moscou et à Léningrad en russe en 1941 dans la traduction de Woldemar von Tiesenhausen. L'ouvrage a d'abord été traduit en français par Pétis de la Croix, professeur et interprète du roi pour les langues orientales et publié de manière posthume en 1722; il est traduit l'année suivante du français à l'anglais par J. Darby. Une édition complète en russe paraît à Samarcande en 2008.
Sharafaddin Ali Yazdi est aussi l'auteur d'un Divan (recueil de poèmes) et d'un recueil de correspondance officielle.

## Galerie

Pages du Zafarnameh
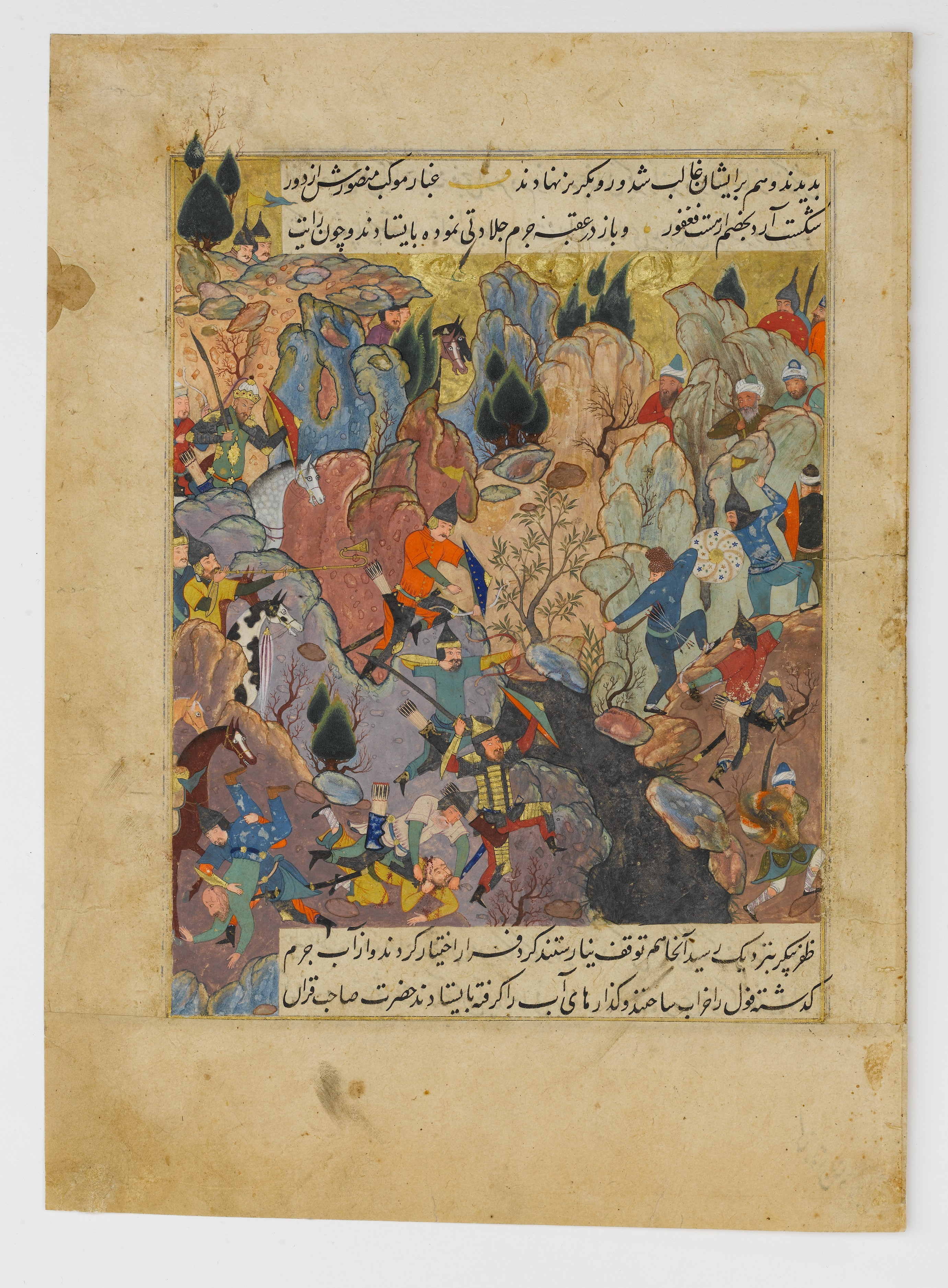
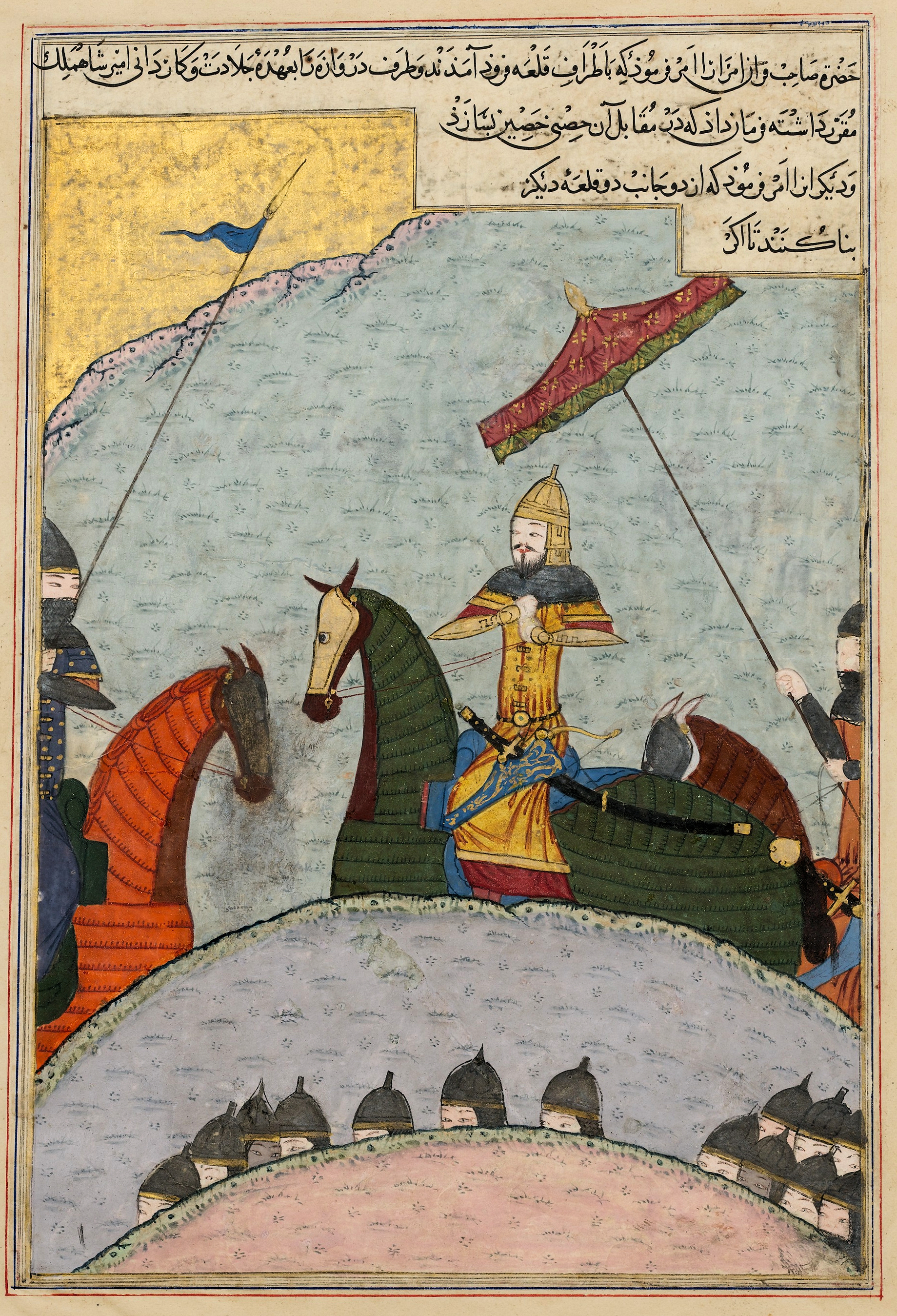
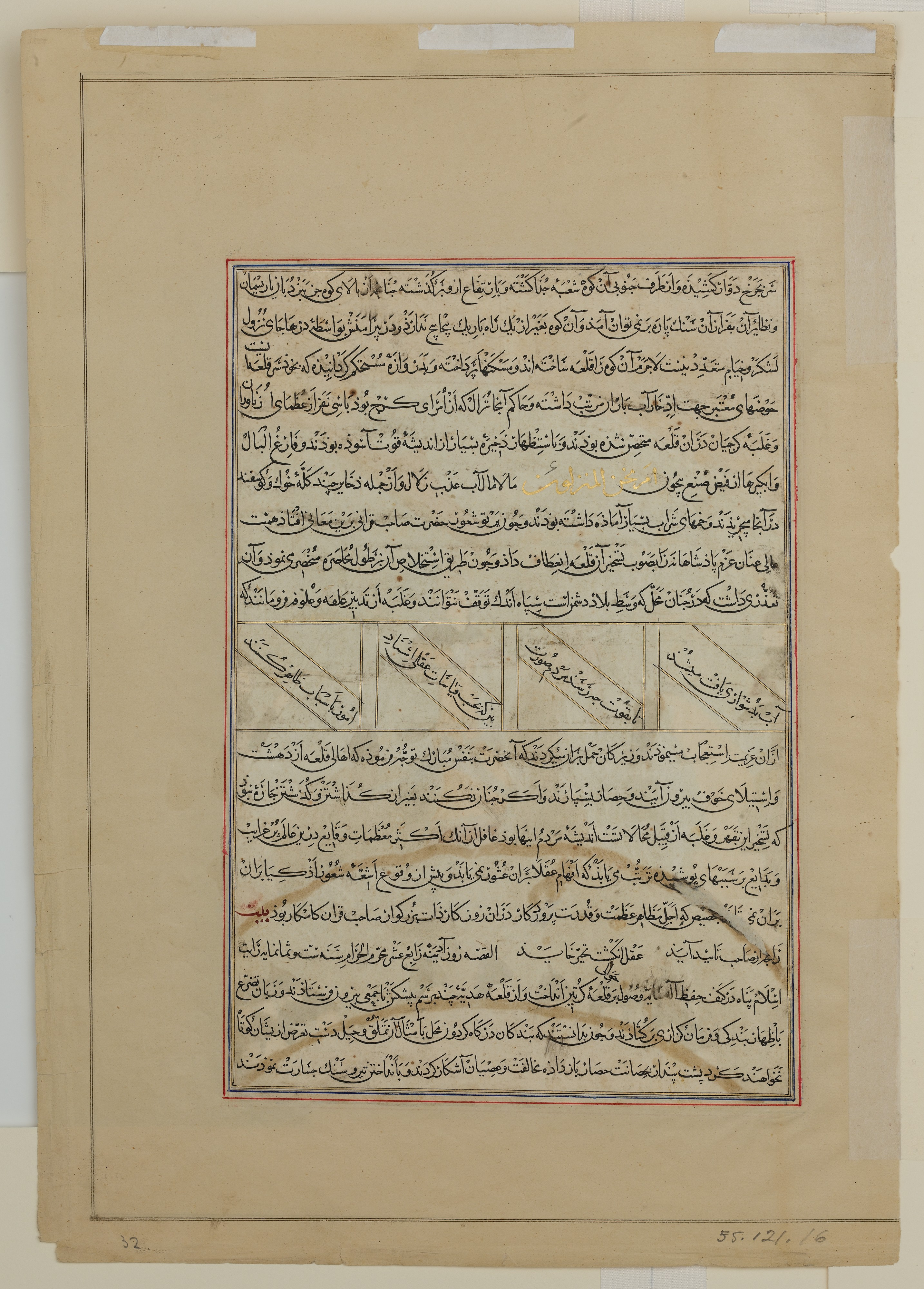
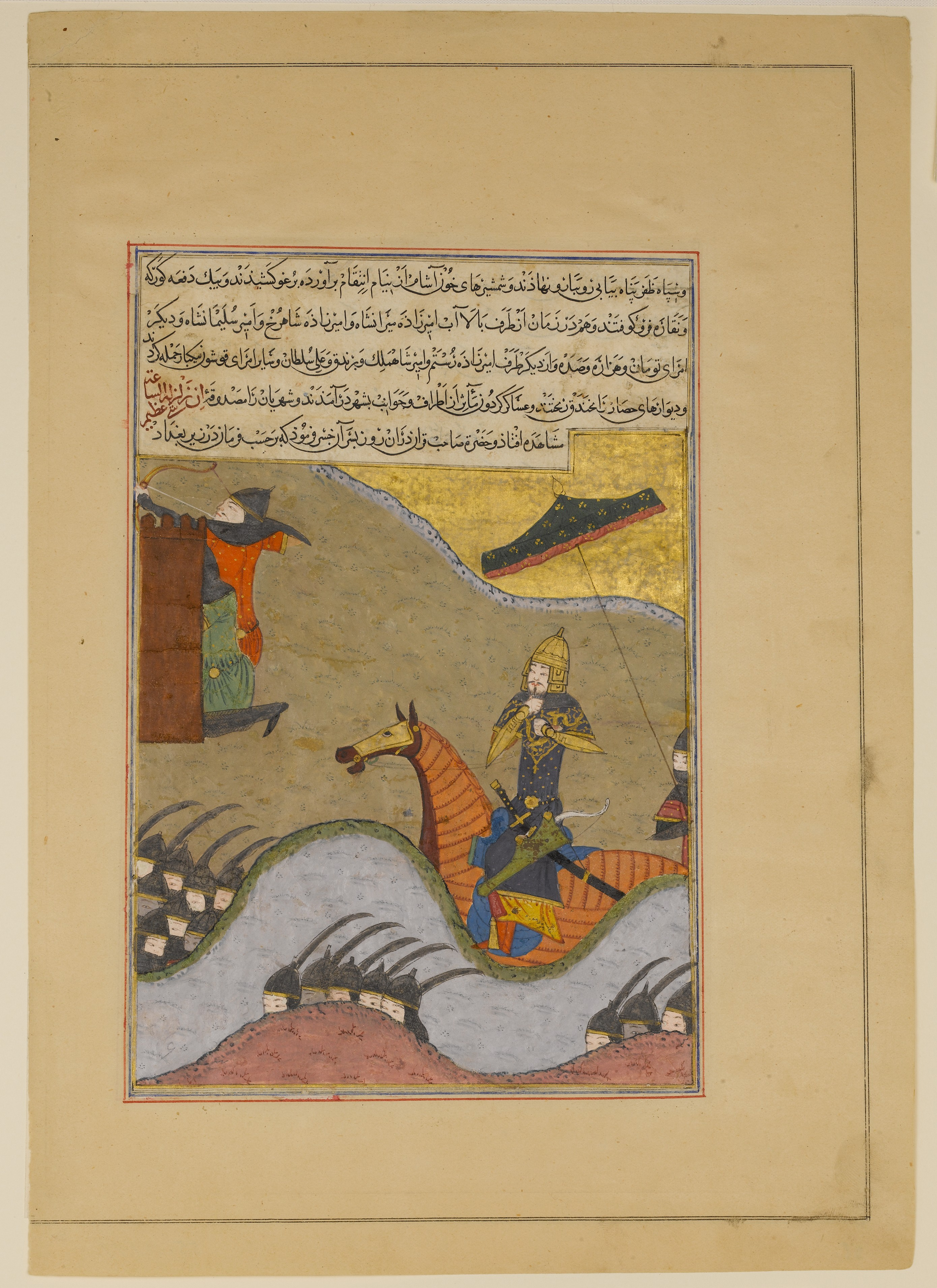
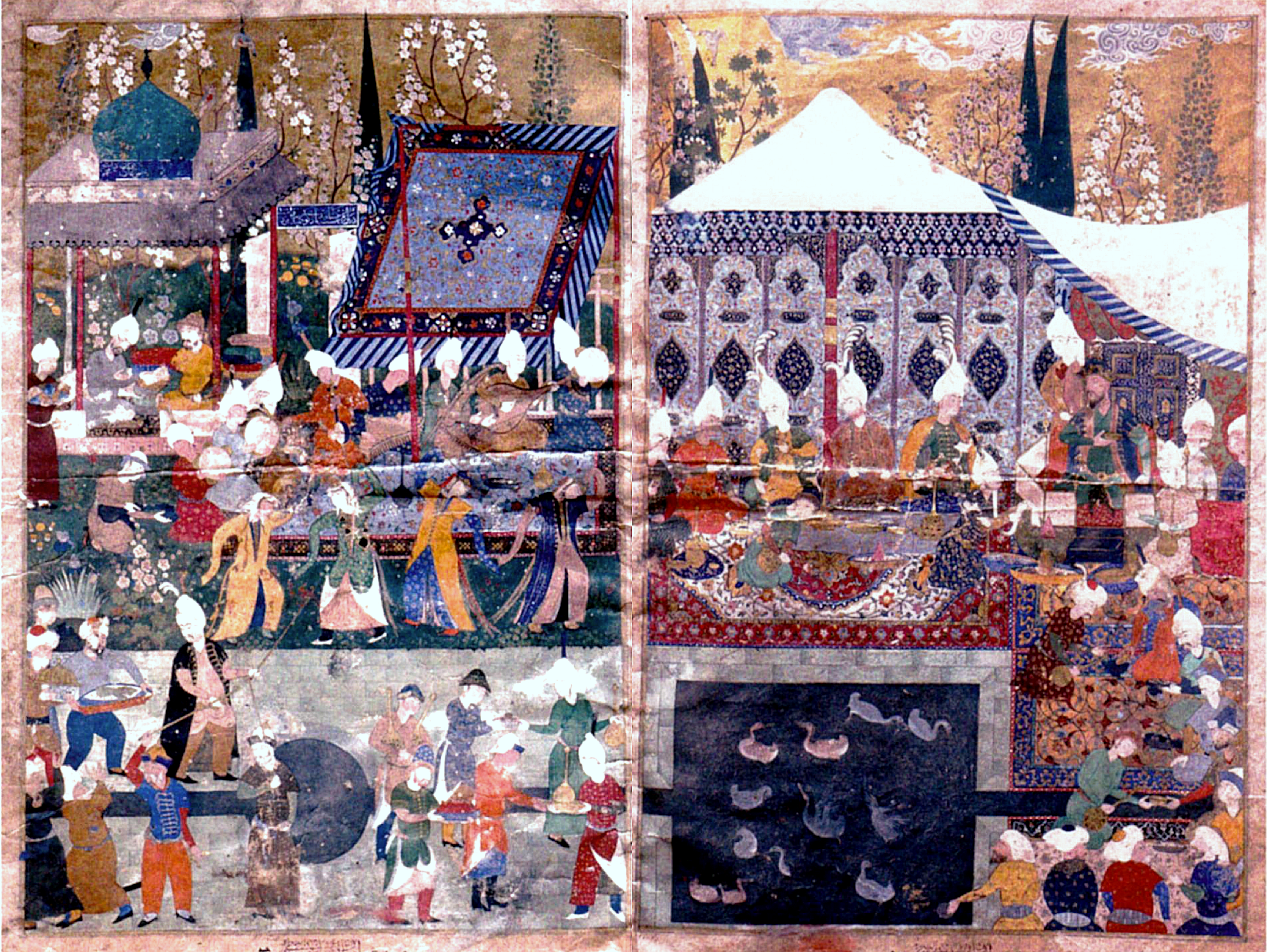
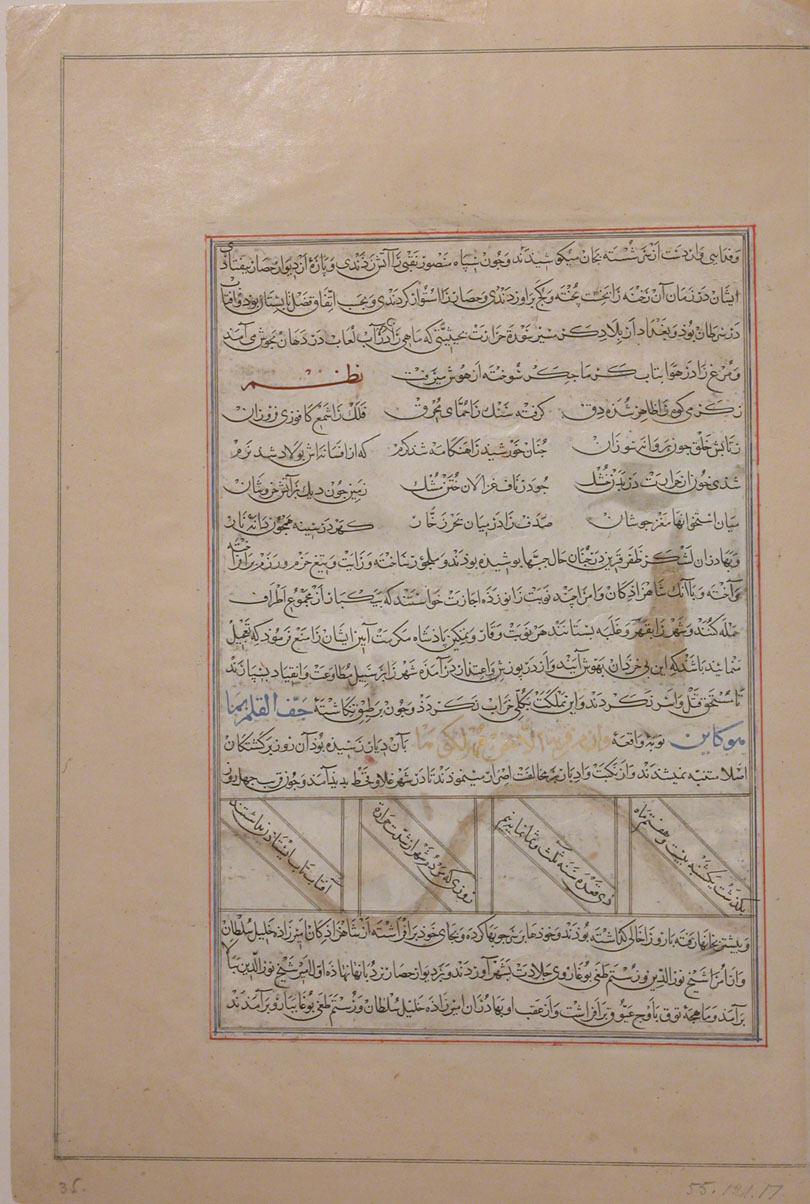

## Source
- (ru) Cet article est partiellement ou en totalité issu de l’article de Wikipédia en russe intitulé « Шараф ад-Дин Йазди » (voir la liste des auteurs).